# Småsandbi
Småsandbi (Andrena minutula) är en art i insektsordningen steklar som tillhör överfamiljen bin och familjen grävbin.

## Beskrivning
Småsandbiet har ett växlande utseende och kan förväxlas med många andra sandbin. Behåringen är gles, men tergit ett och två har smala, vita hårband baktill på sidorna. Hanens huvud har dessutom vit behåring, hos den första generationen med inblandning av svart. Som det svenska trivialnamnet antyder, är arten ett helt litet bi, med en kroppslängd på 5 till 7 mm.

## Ekologi
Habitaten omfattar flera olika naturtyper, som buskterräng, gräsmarker, kalkstensområden, hedar på sandjord, torrbackar, grustag, ruderatmarker, vägrenar, skogsbryn, samt även i samhällen som parker och trädgårdar. Arten är polylektisk, den är inte specialiserad på någon enstaka födokälla, utan besöker blommor från många olika familjer: Kinesträdsväxter, flockblommiga växter, korgblommiga växter, korsblommiga växter, nejlikväxter, rosväxter, videväxter, flenörtsväxter och ranunkelväxter
Arten har två generationer per år, med flygtider på vardera april till maj/juni och slutet av juni till slutet av augusti.
Bona, som grävs i sluttningar, åkerrenar och kanten av buskage, kan parasiteras av gökbiet smågökbi, vars hona lägger ägg i larvcellerna, ett ägg i varje. När detta kläcks, dödar larven först värdägget eller -larven, och lever sedan av den insamlade maten.

## Utbredning
Artens utbredningsområde sträcker sig från Brittiska öarna och Iberiska halvön i väster, över Turkiet, Kaukasus till Kina och Japan i öster, samt från mellersta Sverige i norr till Nordafrika i söder.
I Sverige finns arten i Götaland och Svealand. Det nordligaste fyndet har gjorts i Bollnäs i Hälsingland. Arten är inte rödlistad, utan Artdatabanken klassificerar den som livskraftig (LC).
I Finland finns arten längst i sydväst, från Åland österut längs sydkusten till Helsingforsområdet. Även i Finland är den klassificerad som livskraftig.